# アレックス・デスカス
アレックス・デスカス（Alex Descas、1958年 - ）は、フランスの俳優である。

## 人物
オリヴィエ・アサイヤス、パトリス・シェロー、諏訪敦彦、ジム・ジャームッシュらの監督作品に出演した。

## 経歴
1958年に生まれる。2008年、クレール・ドゥニ監督の『35杯のラムショット』に出演。2009年、ジム・ジャームッシュ監督の『リミッツ・オブ・コントロール』に出演する。

## フィルモグラフィー

### 映画
- パリ、18区、夜。（1994年）
- イルマ・ヴェップ（1996年）
- The House（1997年）
- 8月の終わり、9月の初め（1998年）
- ラスト・ハーレム（1999年）
- ルムンバの叫び（2000年）
- ガーゴイル（2001年）
- コーヒー&シガレッツ（2003年）
- 不完全なふたり（2005年）
- レディ アサシン（2007年）
- 35杯のラムショット（2008年）
- リミッツ・オブ・コントロール（2009年）